# Communauté de communes du Pays de Sommières
La communauté de communes du Pays de Sommières est une communauté de communes française, située dans le département du Gard et la région Occitanie.

## Composition
La communauté de communes est composée des 18 communes suivantes :

| Nom               | Code Insee | Gentilé          | Superficie (km2) | Population (dernière pop. légale) | Densité (hab./km2) |
| ----------------- | ---------- | ---------------- | ---------------- | --------------------------------- | ------------------ |
| Sommières (siège) | 30321      | Sommiérois       | 10,36            | 5 028 (2022)                      | 485                |
| Aspères           | 30018      | Aspèrois         | 10,06            | 553 (2022)                        | 55                 |
| Aujargues         | 30023      | Aujarguois       | 6,85             | 769 (2022)                        | 112                |
| Calvisson         | 30062      | Calvissonnais    | 28,97            | 6 295 (2022)                      | 217                |
| Cannes-et-Clairan | 30066      | Canranois        | 12,13            | 610 (2022)                        | 50                 |
| Combas            | 30088      | Combassols       | 16,04            | 762 (2022)                        | 48                 |
| Congénies         | 30091      | Congénois        | 8,64             | 1 628 (2022)                      | 188                |
| Crespian          | 30098      | Crespianais      | 7,91             | 493 (2022)                        | 62                 |
| Fontanès          | 30114      | Fontaniards      | 14,44            | 688 (2022)                        | 48                 |
| Junas             | 30136      | Junasols         | 7,75             | 1 260 (2022)                      | 163                |
| Lecques           | 30144      | Lecquois         | 5,2              | 473 (2022)                        | 91                 |
| Montmirat         | 30181      | Montmiratois     | 9,52             | 478 (2022)                        | 50                 |
| Montpezat         | 30182      | Montpezacais     | 11,98            | 1 398 (2022)                      | 117                |
| Parignargues      | 30193      | Parignargois     | 11,01            | 656 (2022)                        | 60                 |
| Saint-Clément     | 30244      | Saint-Clémentois | 5,04             | 347 (2022)                        | 69                 |
| Salinelles        | 30306      | Salinellois      | 8,84             | 558 (2022)                        | 63                 |
| Souvignargues     | 30324      | Souvignarguais   | 11,09            | 932 (2022)                        | 84                 |
| Villevieille      | 30352      | Villeviellois    | 8,28             | 1 874 (2022)                      | 226                |

La commune de Cannes-et-Clairan a rejoint la communauté de communes le 1er janvier 2013, portant le nombre de communes à 17.
La commune de Parignargues a rejoint la communauté de communes le 1er janvier 2017, portant le nombre de communes à 18.

## Démographie
| 1968  | 1975  | 1982   | 1990   | 1999   | 2006   | 2011   | 2016   |
| ----- | ----- | ------ | ------ | ------ | ------ | ------ | ------ |
| 9 723 | 9 671 | 10 913 | 13 032 | 15 743 | 19 243 | 21 380 | 23 087 |

## Administration
Les présidents successifs de la communauté de communes sont :
- ?-2014 : Christian Valette
- 2014-2015 : Jean-Claude Herzog
- depuis 2015 : Pierre Martinez, Maire de Sommières.

## Galerie

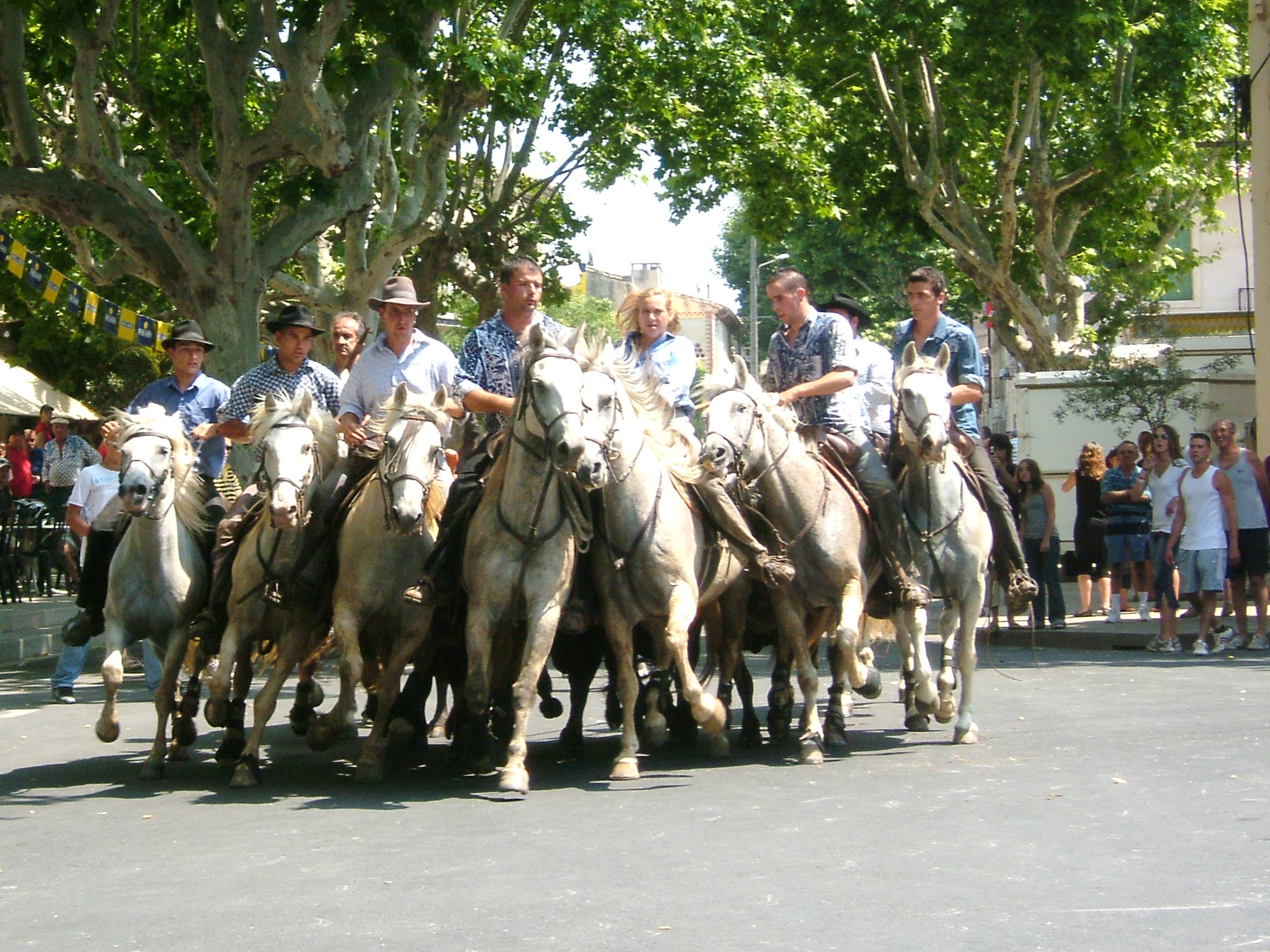
Fêtes de Calvisson
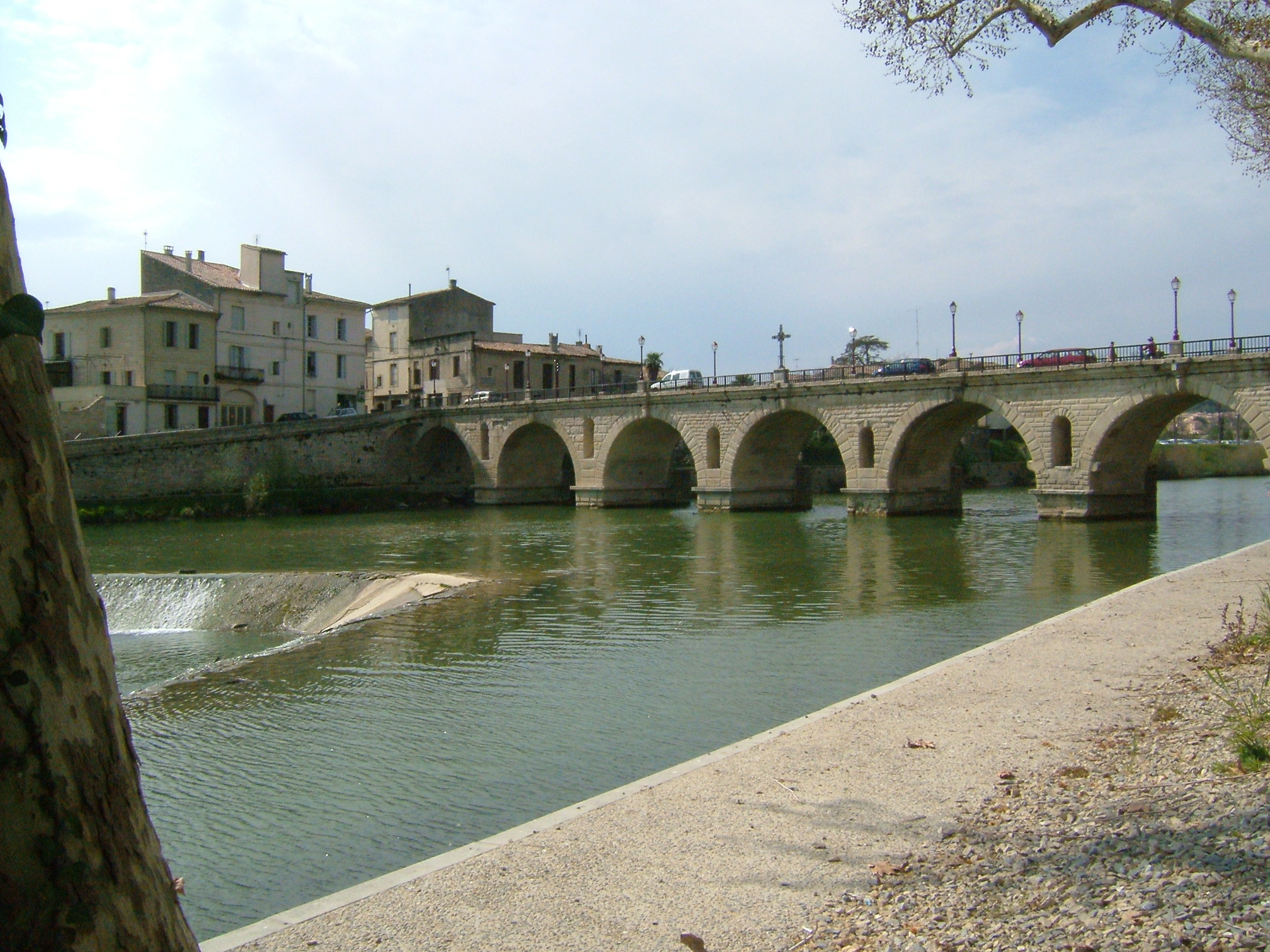
Sommières
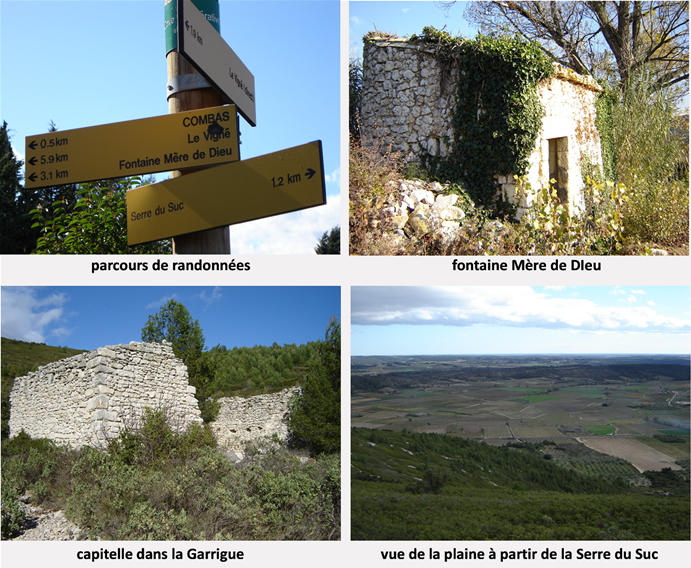
Randonnées de Combas
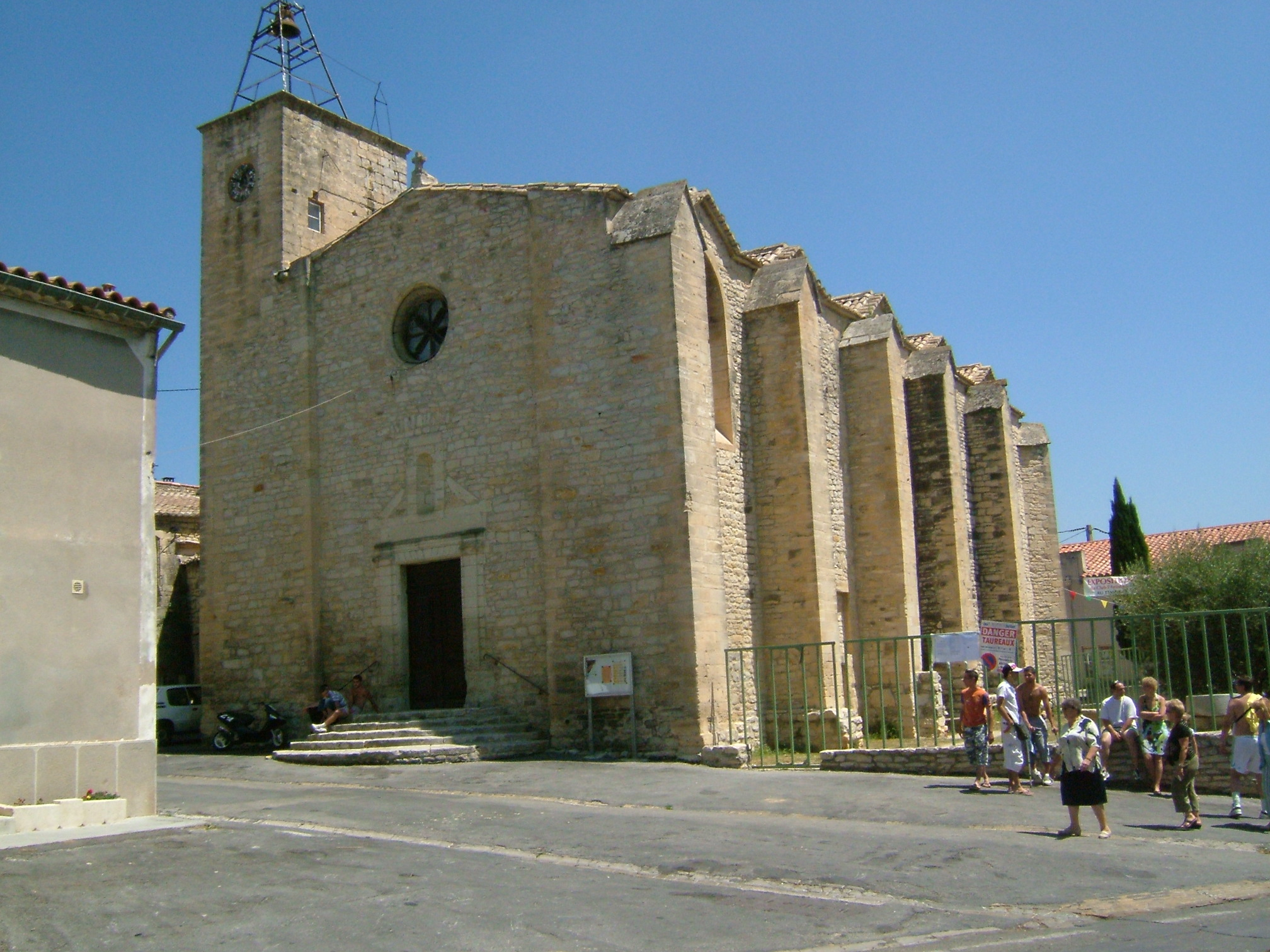
Notre Dame de Congénies
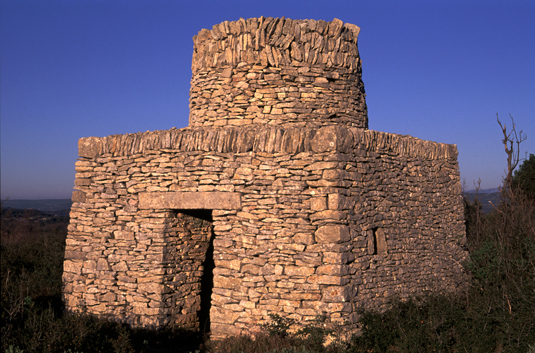
Cabane de Souvignargues